# Reflexión difusa

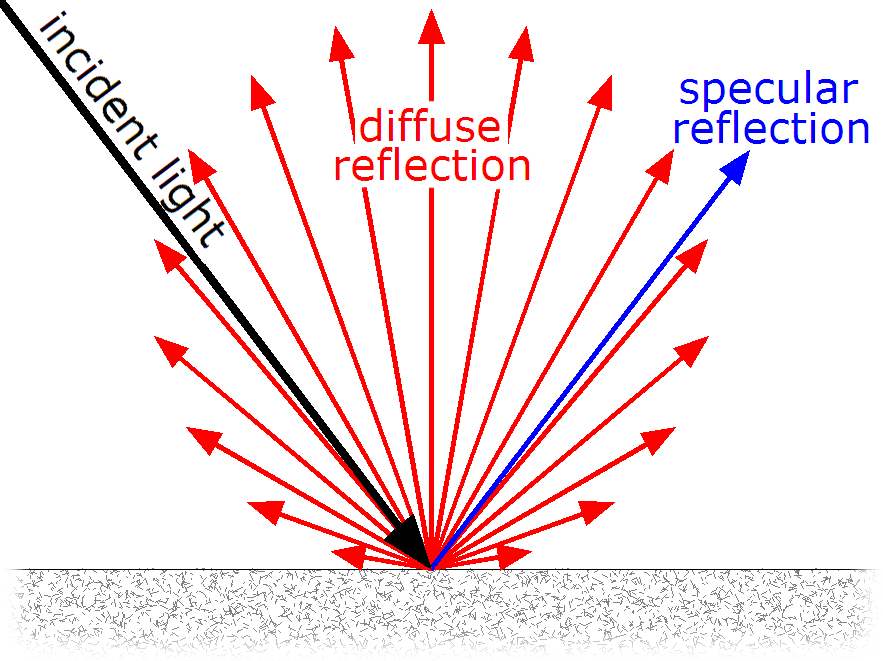
Reflexión difusa y especular sobre una superficie brillante Los rayos representan la intensidad luminosa, la cual varía de acuerdo a la Ley de Beer-Lambert para un reflector difuso ideal.

La reflexión difusa es la reflexión de la luz desde una superficie, de tal forma que un rayo incidente es reflejado en muchos ángulos, en lugar de únicamente un solo ángulo, como en el caso de la reflexión especular. Una superficie reflejante difusa ideal tiene la misma luminancia desde todas las direcciones que se encuentren en el semiespacio adyacente a la superficie.
Una superficie hecha a partir de un polvo no absorbente como el yeso, de fibras como el papel o de un material policristalino como el mármol, refleja la luz difusivamente con gran eficiencia. Muchos materiales comunes exhiben una mezcla de reflexión especular y reflexión difusa.
La visibilidad de los objetos, excluyendo a los emisores de luz, es debida principalmente a la reflexión difusa de la luz: la luz dispersada por la reflexión difusa forma la imagen del objeto en el ojo del observador.

## Mecanismo
En general, la reflexión difusa en los sólidos no es debida a la rugosidad de la superficie. Aunque una superficie plana debe, en efecto, dar una reflexión especular, esto no previene que exista reflexión difusa. Un pedazo de mármol blanco altamente pulido continúa siendo blanco; no importa cuánto se pula, no es posible convertir el mármol en espejo. El pulido, sin embargo, produce la existencia de cierta reflexión especular, pero el resto de la luz continúa siendo reflejada de forma difusa.

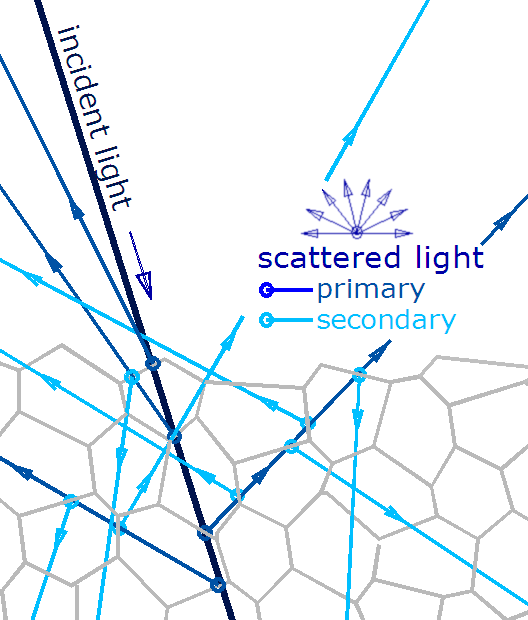
Figura 1 – Mecanismo general de reflexión difusa en una superficie sólida (el fenómeno de refracción no está representado)

El mecanismo más general por el cual una superficie produce una reflexión difusa no tiene que ver exactamente con la superficie: la mayor parte de la luz reflejada proviene de centros de dispersión debajo de la superficie, como se muestra en la figura 1. Si nos imaginamos que la figura representa nieve y los polígonos son sus cristales de hielo (transparentes), un rayo incidente es reflejado parcialmente (un porcentaje pequeño) por la primera partícula, entra en ella, es reflejado de nuevo por la interfase con la segunda partícula, entra en esta, incide en la tercera, y así sucesivamente. Esto genera una serie de rayos «primarios» dispersados en direcciones aleatorias, los cuales, a través del mismo mecanismo, generan un gran número de rayos «secundarios», quienes generan rayos «terciarios», etc. Todos estos rayos viajan a través de los cristales de nieve, que no absorben luz, hasta que llegan a la superficie y salen en direcciones aleatorias. El resultado final es que la luz es enviada de regreso en todas las direcciones, de manera que la nieve luce blanca, aun estando compuesta de materiales transparentes (el hielo).
Por simplicidad, aquí se habla de «reflexiones», pero en forma más general, las interfases entre las pequeñas partículas que constituyen muchos de los materiales son irregulares en una escala comparable a la longitud de onda de la luz. Por lo tanto, la luz difusa se genera en cada interfase, más que un único rayo reflejado. Aun así, la descripción sigue siendo la misma.

Figura 2 – Reflexión difusa en una superficie irregular

El mecanismo es muy general, porque casi todos los materiales comunes están hechos de «cosas pequeñas» pegadas entre sí. Los materiales minerales son, por lo general policristalinos: se les puede describir con compuestos por un mosaico tridimensional de cristales pequeños de forma irregular. Los materiales orgánicos están compuestos usualmente por fibras de células, con sus membranas y sus estructuras internas complejas. Además, cada interfase, inhomogeneidad o imperfección puede desviar, reflejar o dispersar la luz, reproduciendo el mecanismo anterior.
Hay pocos materiales que no siguen este mecanismo. Entre ellos están los metales, los cuales no permiten el ingreso de la luz en ellos; los gases, los líquidos, el vidrio y los plásticos transparentes (que tienen una estructura microscópica amorfa, similar a un líquido); los monocristales, como algunas gemas o los cristales de sal; también algunos materiales especiales como los que forman la córnea y el cristalino del ojo. No obstante, estos materiales pueden reflejar difusivamente si su superficie es rugosa microscópicamente, como el vidrio esmerilado (Figura 2), o si su estructura interna se deteriora como en las cataratas en el cristalino del ojo.
Una superficie también puede presentar reflexión especular y difusa, como en una pintura brillante, lo que da una fracción de reflexión especular, mientras que las pinturas de acabado mate dan casi exclusivamente reflexión difusa.

### Reflexión especular en contraposición a la reflexión difusa
Virtualmente todos los materiales pueden generar reflexión especular, siempre que su superficie pueda pulirse hasta eliminar las irregularidades a una escala comparable a la longitud de onda de la luz visible (una fracción de un micrómetro). Unos pocos materiales, como los líquidos y los vidrios carecen de subdivisiones internas que provoquen dispersión en las subsuperficies, por medio del mecanismo descrito anteriormente. Así, estos materiales pueden ser claros y generar solamente reflexión especular (no mucha, sin embargo), mientras que, entre los materiales comunes, únicamente los metales pulidos pueden reflejar especularmente la luz con alta eficiencia (el material reflector de los espejos es por lo general aluminio o plata). Todos los demás materiales comunes, aun perfectamente pulidos, no tienen, por lo general, más que un pequeño porcentaje de reflexión especular, excepto en algunos casos particulares, como la reflexión en la superficie de un lago a un ángulo casi paralelo a esta, la reflexión total interna dentro de un prisma de vidrio, algunas configuraciones complejas como la piel plateada de ciertos peces, o la superficie reflectora de un espejo dieléctrico.
La reflexión difusa en materiales blancos, en cambio, puede ser altamente eficiente al devolver casi toda la luz que reciben, debido a la suma de todas las reflexiones en las diversas subsuperficies.

## Objetos de color
Hasta el momento se han discutido únicamente objetos blancos, que no absorben luz. Sin embargo, el modelo anterior sigue siendo válido en el caso de que el material sea absorbente. En tal caso, los rayos difundidos perderán algunas longitudes de onda durante su paso dentro del material y emergerán con color.
Inclusive, la difusión afecta de manera sustancial el color de los objetos, puesto que determina la trayectoria promedio de la luz en el material y, por lo tanto, hasta qué punto son absorbidas las diferentes longitudes de onda. La tinta roja luce negra cuando se encuentra en su contenedor. Su color vívido se percibe solamente cuando se coloca sobre un material dispersor (como el papel). Esto ocurre porque la trayectoria de la luz a través de la fibras del papel —y a través de la tinta— es de una fracción de milímetro. En cambio, la luz que proviene del contenedor ha cruzado una distancia de centímetro dentro de la tinta y ha sido fuertemente absorbida, incluso en longitudes de onda rojas.
Cuando un objeto con color tiene reflexión tanto difusa como especular, usualmente solo la componente difusa adquiere color. Una cereza refleja difusamente la luz roja, absorbe todos los demás colores y tiene una reflexión especular que es, en esencia, blanca. Esto es bastante general porque, a excepción de los metales, la reflectividad de la mayoría de los materiales depende del índice de refracción, el cual varía poco con la longitud de onda —aunque esta variación es la que causa la dispersión cromática en un prisma—, por lo que todos los colores son reflejados con casi la misma intensidad. En cambio, las reflexiones de diferente origen pueden resultar con color: las reflexiones en metales, como el oro o el cobre, o las reflexiones con interferencia como la iridiscencia, en las plumas de un pavo real o en una capa antirreflejante.

## Importancia para la visión
Al mirar nuestro entorno, vemos la gran mayoría de los objetos gracias principalmente a la reflexión difusa sobre su superficie. Esto es válido con unas pocas excepciones, como con los vidrios, los líquidos reflejantes, los metales pulidos o suavizados, los objetos brillosos y los cuerpos que emiten luz por sí mismos, como el Sol, las lámparas o las pantallas de computadora (las cuales, sin embargo, emiten luz difusa). En el exterior ocurre lo mismo, con la excepción, quizás, de un flujo transparente de agua o los colores iridiscentes de un escarabajo. Además, la dispersión de Rayleigh es la responsable del color azul del cielo, y la dispersión de Mie del color blanco de las pequeñas gotas de agua en las nubes.
La luz dispersada en la superficie de los objetos es en una gran medida la luz que los humanos observan principalmente.

## Interreflexión
La interreflexión difusa es un proceso en el que la luz reflejada por un objeto incide sobre otros en los alrededores, iluminándolos. Específicamente, la interreflexión difusa describe la luz reflejada por los objetos que no son brillantes o especulares. En términos cotidianos, lo que esto significa es que la luz es reflejada por superficies no brillantes como el suelo, las paredes, las telas, para alcanzar áreas que no están directamente en la línea de visión con la fuente de luz. Si la superficie difusa posee color, la luz reflejada tendrá también color, lo que resulta en una coloración similar de los objetos circundantes.
En gráficos 3D por computadora, la interreflexión difusa es un componente importante de la iluminación global. Existen varias maneras de modelar la interreflexión difusa al momento de recrear una escena. La radiosidad y el mapeado de fotones son dos métodos usados comúnmente.